# Гипоглицин B
Гипоглицин B — органическое соединение, которое в природе встречается в растении Blighia sapida. Наибольшая концентрация этого вещества присутствует во фруктах и семенах. По своей химической структуре — это дипептид глутаминовой кислоты и гипоглицина A. Гипоглицин B — высокотоксичное вещество, которое является одной из причин ямайской рвотной болезни.